# Denison Clift

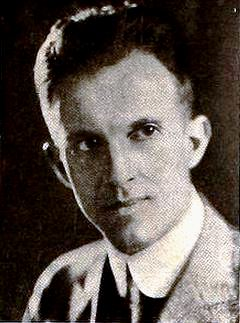
Clift em 1920

Denison Clift (São Francisco, EUA, 2 de maio de 1885 – Hollywood, EUA, 17 de dezembro de 1961) foi um roteirista e diretor de cinema norte-americano. Ele dirigiu vários filmes britânicos durante a era do cinema mudo.

## Filmografia selecionada
Diretor
- A Woman of No Importance (1921)
- The Diamond Necklace (1921)
- Demos (1921)
- Sonia (1921)
- A Bill of Divorcement (1922)
- This Freedom (1923)
- Paradise (1928)
- Taxi for Two (1929)
- High Seas (1929)
- City of Play (1929)
- The Mystery of the Marie Celeste (1935)

Roteiro
- Power Over Men (1929)
- All That Glitters (1936)
- Secrets of Scotland Yard (1944)